# کوستاماری
کوستاماری (انگلیسی: Costamare) شرکت ترابری یونانی است، که در سال ۱۹۷۵ توسط واسیلیس کنستانتاکوپولوس تأسیس شد.